# Estádio Municipal de Beisebol Mie Nishi
O Estádio Municipal de Beisebol Mie Nishi, localizado no bairro do Bom Retiro, região central da cidade de São Paulo, foi inaugurado em 21 de junho de 1958 em comemoração ao cinquentenário da imigração japonesa no Brasil. É subordinado à Secretaria de Esportes, Lazer e Recreação da capital paulista e é o único local público em solo nacional para a prática de beisebol, gatebol e sumô, além de dedicar um espaço para a prática de softbol.
O local é notório por abrigar o único centro de treinamento de sumô construído fora do Japão.
Atualmente, o local, com 30 mil metros quadrados, serve para o desenvolvimento de atividades de treinamento para idosos, treinos de sumô e aulas gratuitas sobre os esportes praticados no lugar. Além disso, o estádio é sede de torneios de beisebol a nível nacional, treinamento para cerca de 20 times do esporte, e também sedia disputas internacionais de sumô.

## História

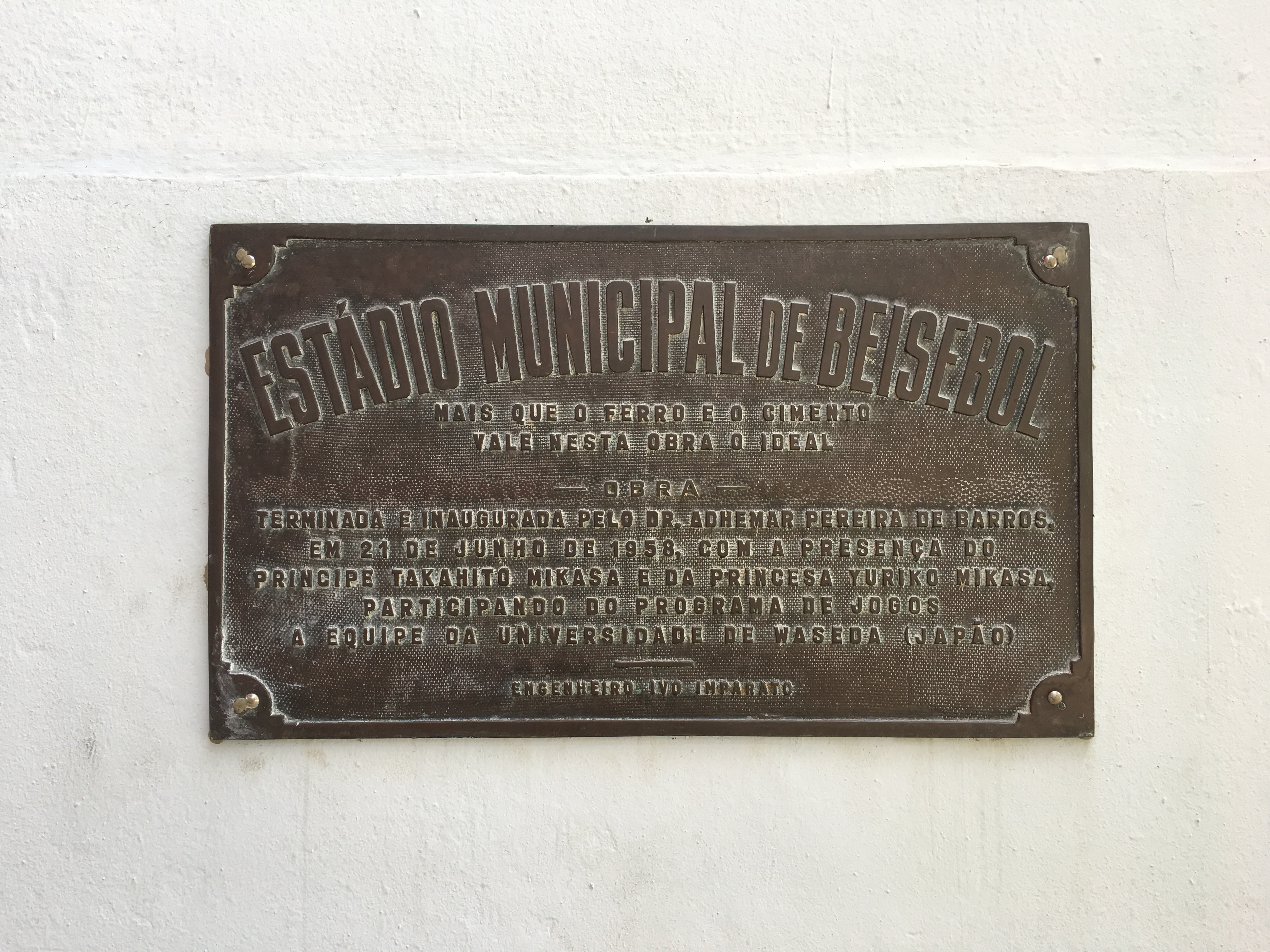
Na parte interna, placa sobre a inauguração do estádio atesta presença do príncipe Takahito Mikasa e da princesa Yuriko na abertura do local.

Como maneira de cultuar o esporte mais popular do Japão, em meio às celebrações do cinquentenário da imigração japonesa no Brasil, o estádio foi aberto ao público em 21 de junho de 1958 pelo então prefeito de São Paulo, Dr. Adhemar de Barros. No evento de inauguração, estiveram presentes a família imperial japonesa e a equipe de beisebol da Universidade de Waseda, que veio para a cidade paulistana disputar uma série de amistosos contra times locais.
Em 1955, três anos antes de sua abertura, o estádio teve sua maquete apresentada na redação do jornal Gazeta Esportiva. Estiveram presentes o jornalista esportivo Orlando Duarte; o então diretor da Fundação Cásper Líbero, Carlos Joel Nelli; o então diretor da Federação de Beisebol, Morimassa Yokota; e, por fim, o então secretário da Gazeta Esportiva e presidente da Federação Paulista de Beisebol, Olímpio da Silva e Sá.
Cinco anos após sua inauguração, o Mie Nishi serviu como um dos locais de competição dos Jogos Pan-Americanos de 1963, sediando disputas de beisebol. Em 1988, recebeu a vinda do time de beisebol da Universidade de Keio, em homenagem aos 80 anos da imigração japonesa. Dez anos mais tarde, foi a vez das universidades de Waseda e Keio jogarem, no Bom Retiro, o tradicional "Sokeisen" (nome do confronto entre as equipes), que à ocasião foi a primeira vez que o duelo realizou-se fora do Japão. Em 2002, foram disputados os Jogos Sul-Americanos pela ODESUR, em São Paulo, e o estádio sediou as partidas de softbol feminino do torneio.
Além disso, em 1996, o local recebeu a disputa do Torneio da Amizade de beisebol, que contou com a participação da seleção olímpica de Cuba, da Seleção Brasileira e da equipe Honda, do Japão.
Inicialmente construído somente para o beisebol, o estádio começou a concentrar outros esportes nipônicos e abrigou praticantes de sumô a partir da década de 1980. Foi também nesse período que, através de uma parceria envolvendo a prefeitura paulistana, o projeto das aulas gratuitas teve seu início, com o intuito de passar conhecimento esportivo às crianças carentes do Bom Retiro e região central de São Paulo.

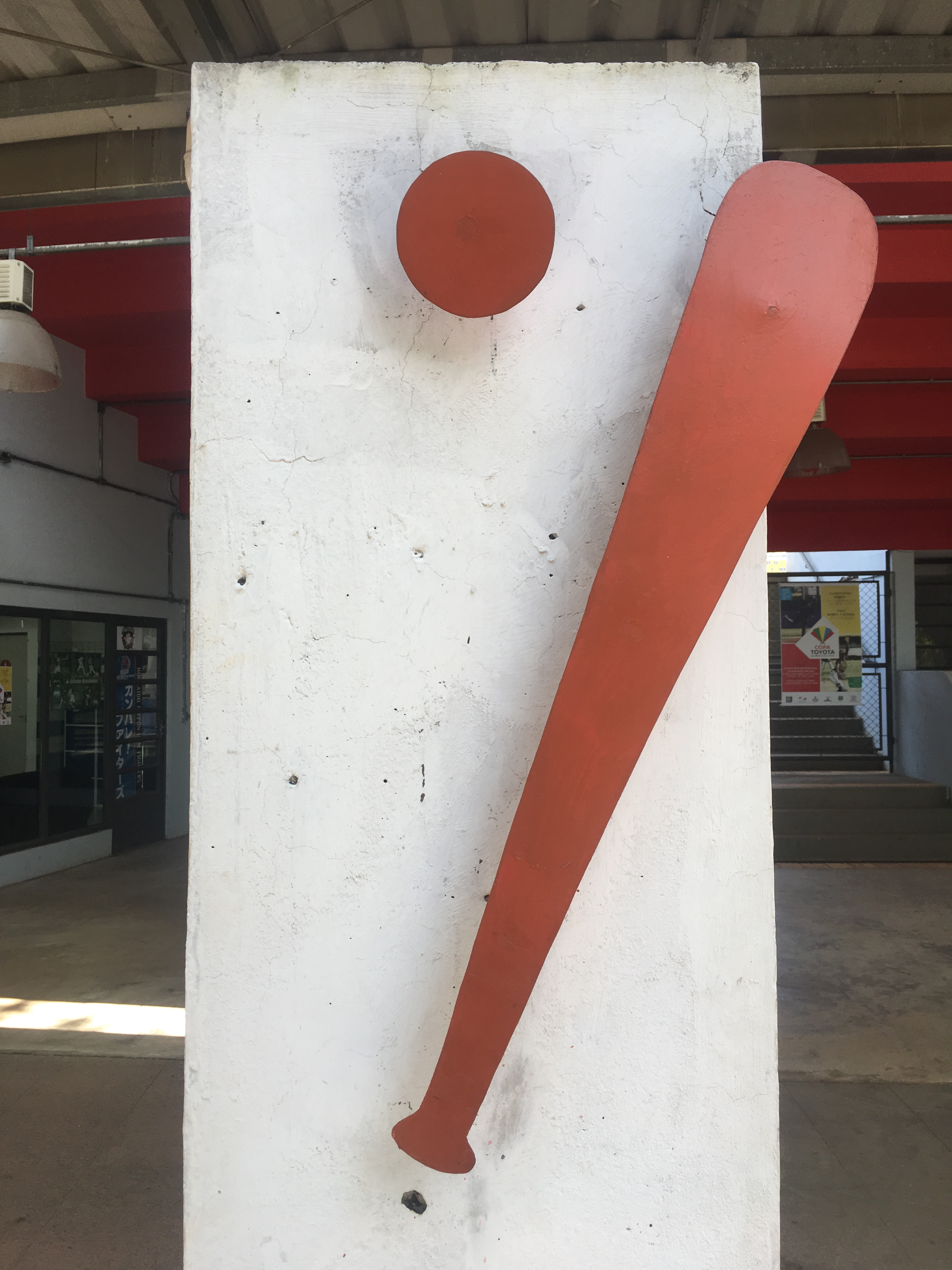
O beisebol é o "carro-chefe" do Mie Nishi.

Em 2008, ano do centenário da imigração japonesa no Brasil, o Mie Nishi passou por reformas. Com isso, a então presente arena de sumô no local foi desativada e, em seu lugar, foi construído um novo ginásio para a prática do esporte, com capacidade para 700 pessoas e inaugurado três anos depois.
No mês de novembro de 2014, quatro criminosos realizaram um arrastão no Mie Nishi durante a realização da Taça Brasil de Beisebol para a terceira idade. Durante o roubo, uma das vítimas, um homem de 70 anos, reagiu ao assalto e levou um tiro de raspão. O idoso foi levado ao hospital e conseguiu se recuperar.
Em outubro do ano seguinte, o estádio foi sede da nona edição da Virada Esportiva de São Paulo, contando com a presença de jogadores da Seleção Brasileira de beisebol, clínicas dos esportes praticados no local e, igualmente, um confronto entre Gecebs e Anhanguera, tidas como duas das melhores equipes da modalidade nacional. O evento é promovido pela Secretaria de Esportes, Lazer e Recreação da cidade paulista de maneira anual, com o intuito de descentralizar a prática do esporte e incentivar a participação dos cidadãos.

## Análise
Além das práticas esportivas, o Mie Nishi possui relevância social para os habitantes de ascendência coreana no entorno do estádio. Apesar de voltado inicialmente à comunidade japonesa, o local recebeu a ida dos primeiros grupos coreanos na década de 1990, que foram fundamentais para a construção das quadras de gatebol no lugar. Além das quadras, os grupos também montaram um conjunto com quiosque, pergolado e cozinha, tornando o espaço inclusivo aos coreanos, que podem inclusive chegar antes mesmo do horário de abertura do estádio. Os equipamentos esportivos do Mie Nishi são de responsabilidade, conforme mencionado anteriormente, da Secretaria de Esportes, Lazer e Recreação de São Paulo.
A construção do estádio pode ser interpretada por meio da mudança na percepção do lazer em São Paulo nos anos 1940: deixou de ser uma maneira de manifestação popular para ser visto como uma mercadoria dentro da lógica capitalista. Assim, construções esportivas com capacidade de abrigar um bom número de público tornaram-se atrativas do ponto de vista econômico.
O Bom Retiro foi escolhido como o local para a construção não por sua ligação com a comunidade japonesa, que não tem conexão com o lugar, mas sim por sua disponibilidade territorial. O bairro, à época da construção, tinha grandes terrenos públicos sem utilização, devido à inserção das avenidas marginais ao Rio Tietê, o que possibilitou a localização do estádio municipal.
Clube Amigo do Refugiado
Outra importância social do estádio do Bom Retiro está no programa "Clube Amigo do Refugiado". Por meio da Secretaria Municipal de Esportes e Lazer (SEME), a prefeitura de São Paulo concretizou, em junho de 2018, um acordo de cooperação com a ACNUR (Alto Comissariado das Nações Unidas para os Refugiados) para o lançamento de tal programa, que tem como intuito o incentivo ao esporte, como meio de inclusão societária, para os refugiados.
Por estar subordinado à SEME e ligado aos hábitos esportivos e culturais da comunidade asiática, o Estádio Municipal de Beisebol Mie Nishi participa do programa e está presente no acordo de cooperação internacional. 

## Ginásio de Sumô do Bom Retiro
O Ginásio de Sumô do Bom Retiro é uma das instalações pertencentes ao complexo esportivo do Estádio.
O local é notório por abrigar o único centro de treinamento de sumô construído fora do Japão. além de ser o único local público fora do Japão para prática de sumô.

## Jogadores notáveis de Beisebol

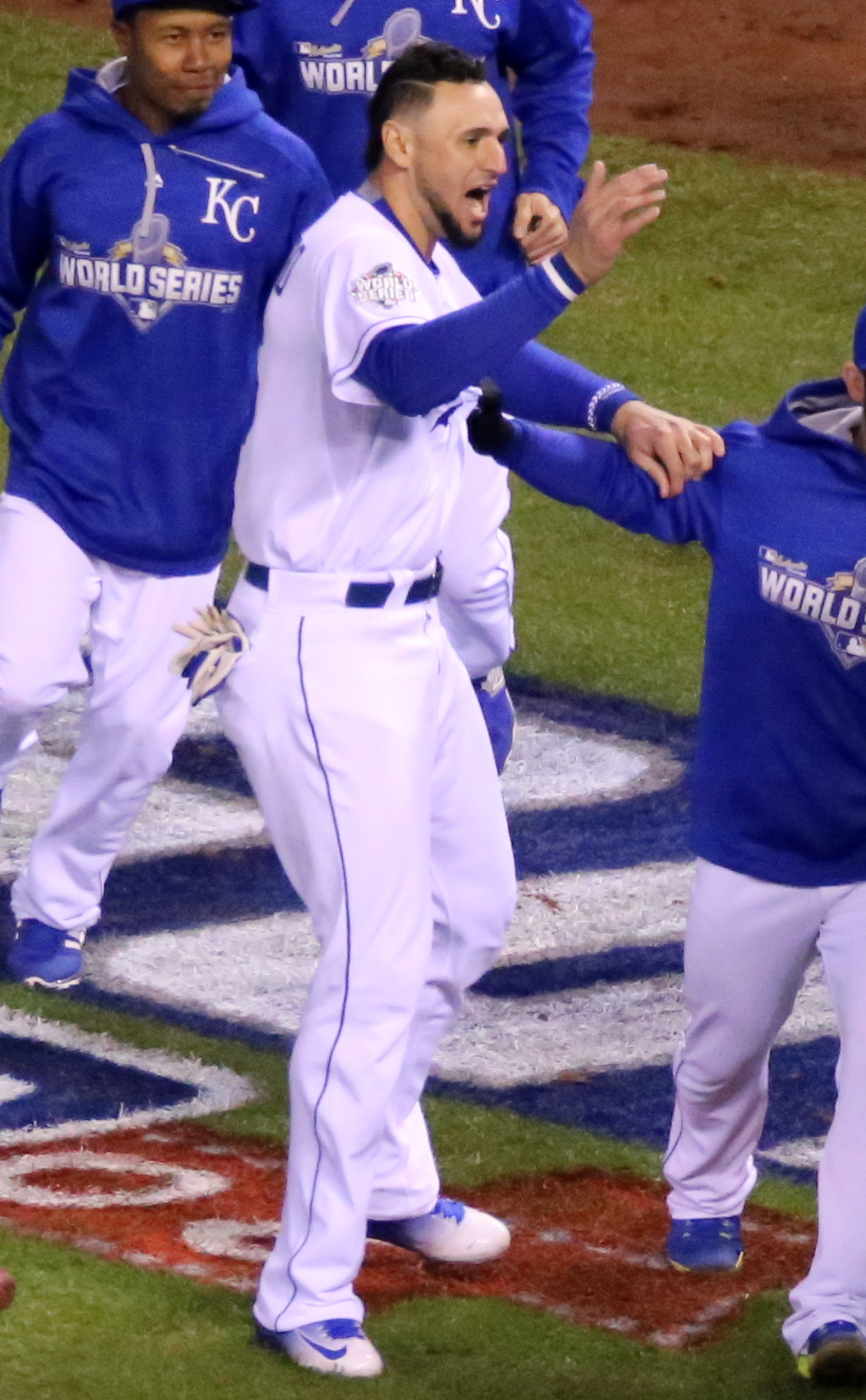
Paulo Orlando é o primeiro brasileiro a vencer a World Series

Os primeiros atletas brasileiros que transferiram-se para as principais ligas de beisebol no mundo iniciaram as respectivas carreiras no Estádio Municipal Mie Nishi. Dentre eles, estão José Augusto Pett, Marcel Vianna, Rafael Motooka, Tiago Magalhães e Tony Nakashima, que fizeram parte da Major League Baseball, mais alto nível do esporte nos Estados Unidos da América.
O outfielder (defensor externo) Paulo Orlando, único jogador do Brasil a ser campeão da MLB, atuando pelo Kansas City Royals, também participou de torneios realizados no estádio do Bom Retiro.
Além dos jogadores, equipes igualmente notáveis para o universo do beisebol também jogaram no gramado do Mie Nishi. A lista inclui as seleções da Venezuela, Panamá, Estados Unidos e Itália, além dos times das universidades de Waseda, Meiji, Nanshiki e Keio, todas do Japão.
Em 2013, a final da Taça Brasil de Beisebol, disputada no estádio, contou com a presença do catcher (receptor) Yan Gomes, primeiro atleta do Brasil a disputar um Jogo das Estrelas nas principais ligas americanas. O atleta da MLB esteve no local na função de embaixador da liga, com o propósito de divulgar o esporte em solo brasileiro.

## Fatos marcantes
- Além de seus serviços esportivos e sociais, o Estádio Mie Nishi também serve como centro de treinamento para o SP Giants, clube paulistano de beisebol e softbol, fundado em 1946.[21]
- Em julho de 2017, o estádio do Bom Retiro sediou a primeira edição do Torneio de Taco de Rua da Zona Norte de São Paulo, onde a brincadeira popular mantém sua tradição.[22]
- Representantes estado-unidenses da Major League Baseball já estiveram no gramado do Mie Nishi em busca de novos talentos para o esporte. Ex-atletas e técnicos da associação fizeram o encerramento de uma clínica intensiva de testes no país no estádio do Bom Retiro, em atividade que teve a presença do cônsul-geral dos Estados Unidos na capital paulista e do ex-jogador Barry Larkin. A ação fez parte de um plano de marketing da MLB para divulgar o beisebol no Brasil.[23]
- Por ser um dos principais estádios de beisebol no país e estar localizado em São Paulo, o Mie Nishi é conhecido como "o Maracanã" do esporte nacional.[24]

## Galeria

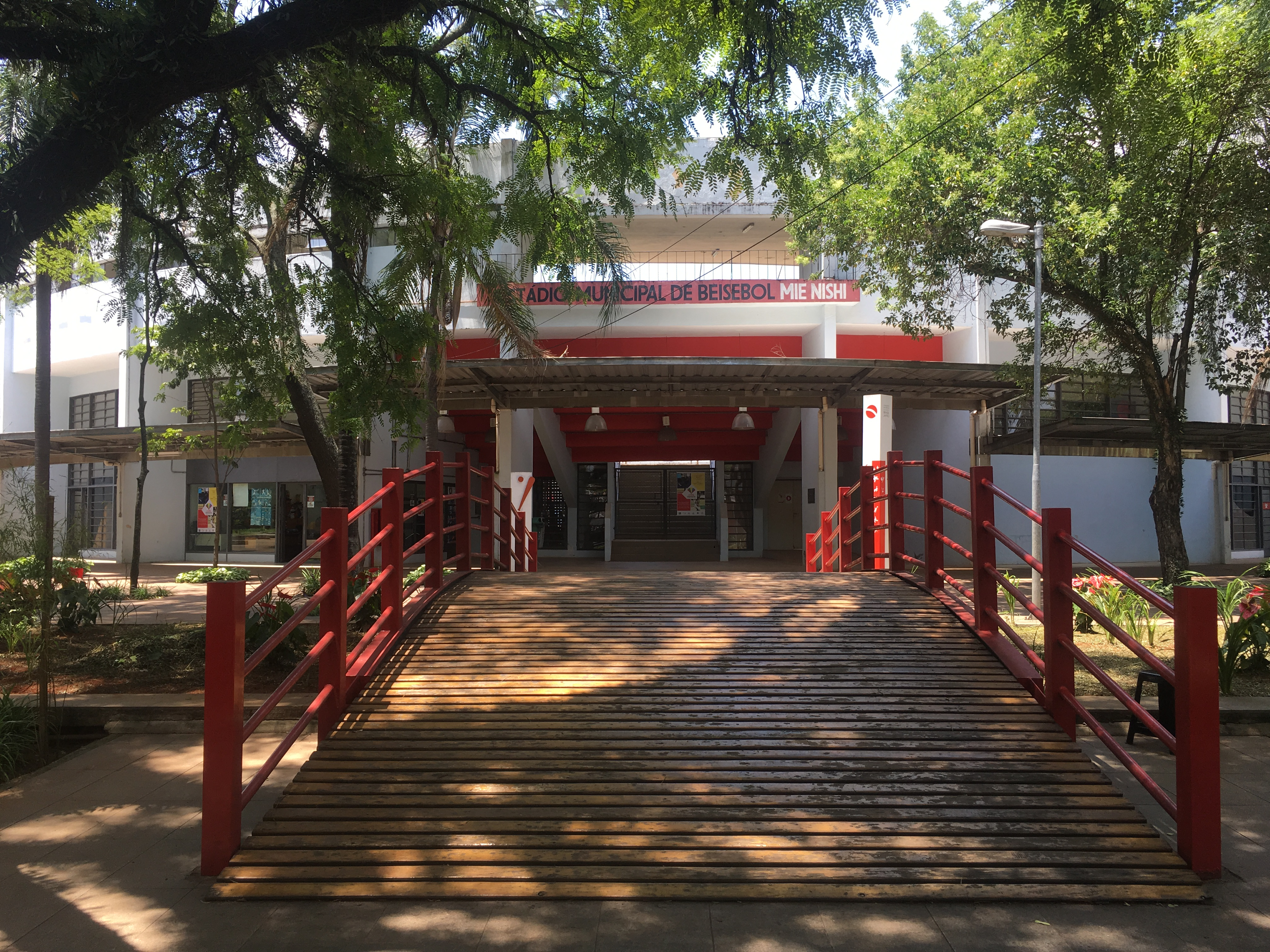
Fachada principal do estádio
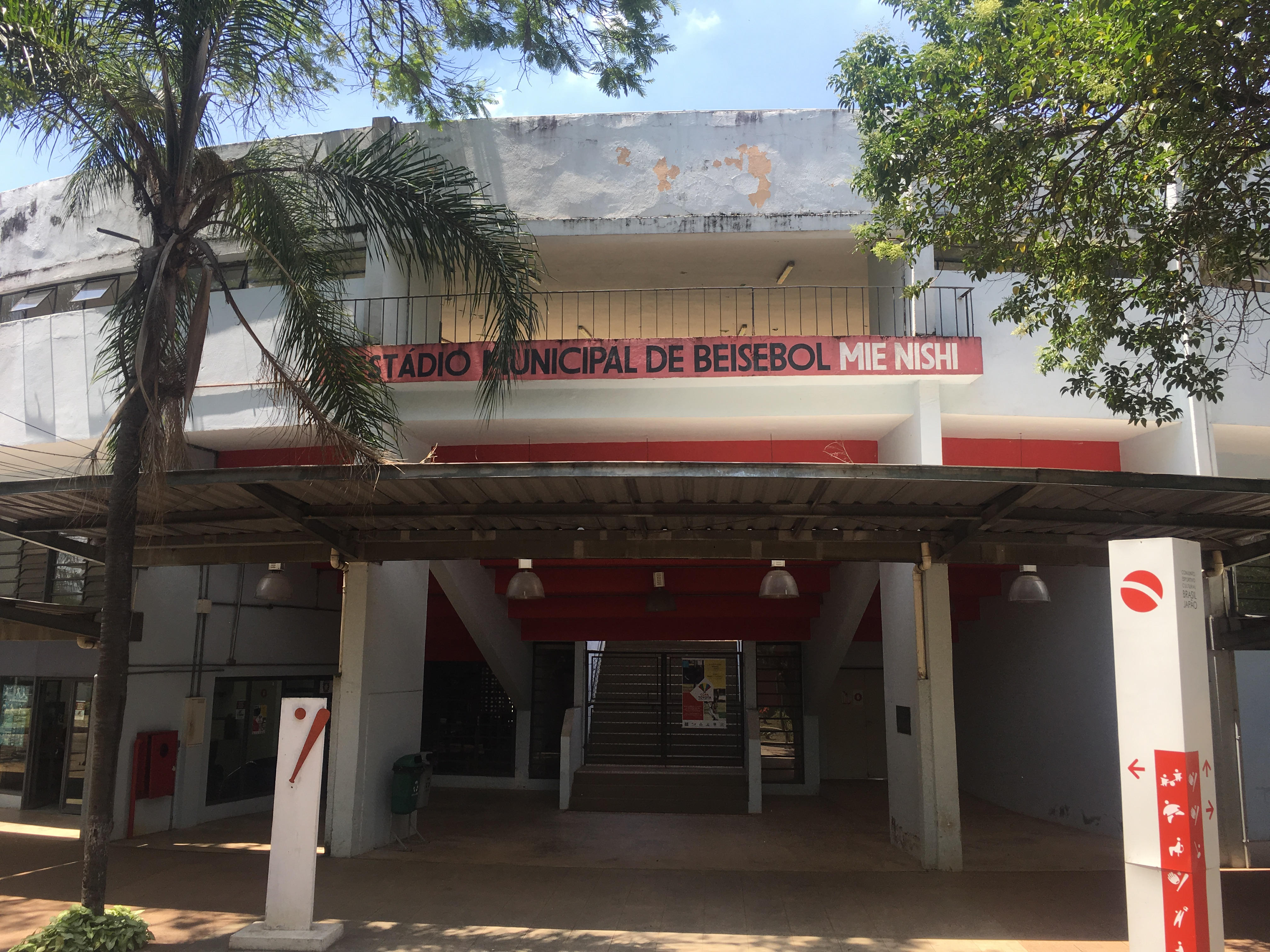
Visão mais aproximada, sendo possível ver o nome do local
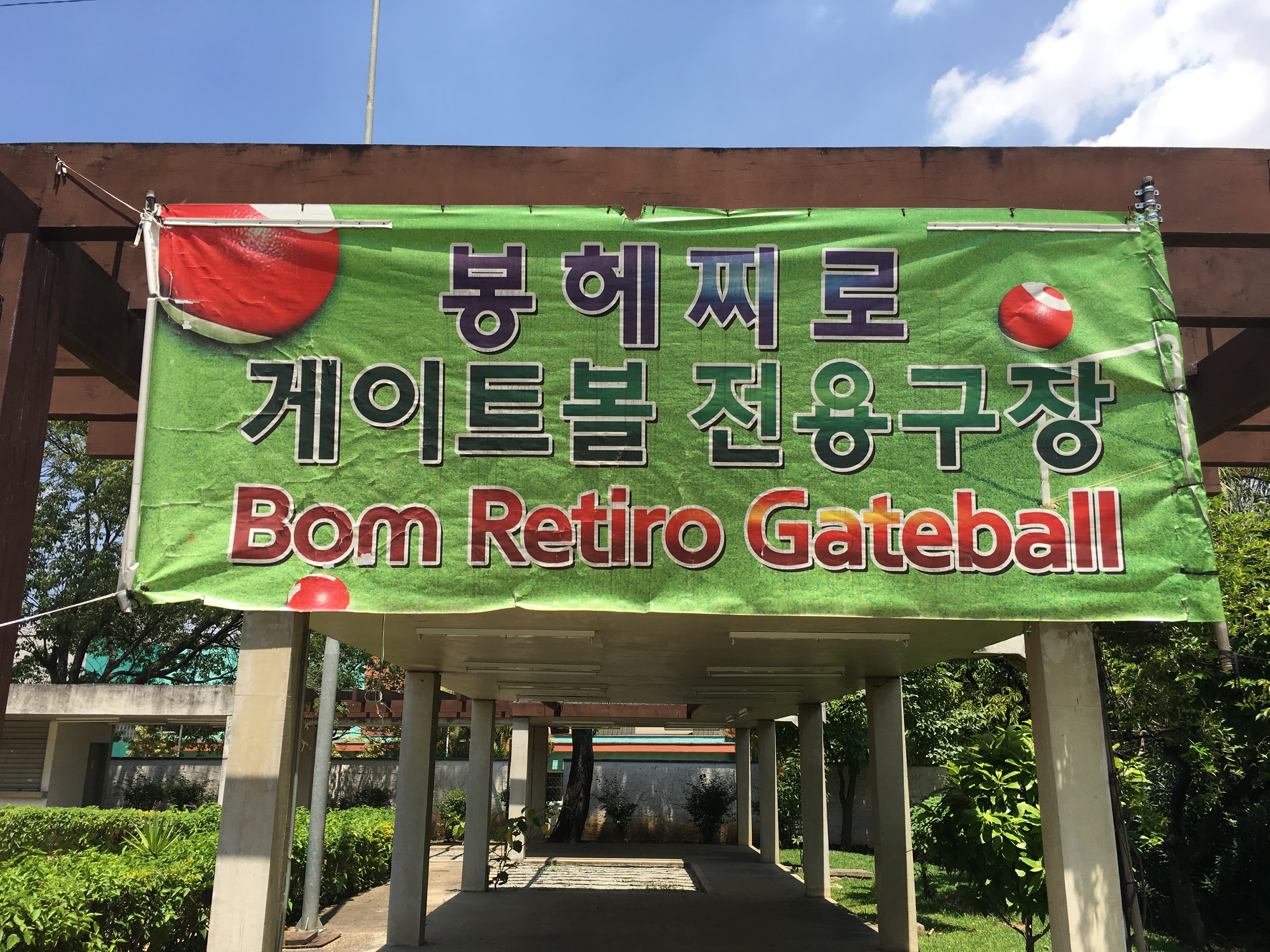
O gatebol também tem seu espaço dentro do Mie Nishi
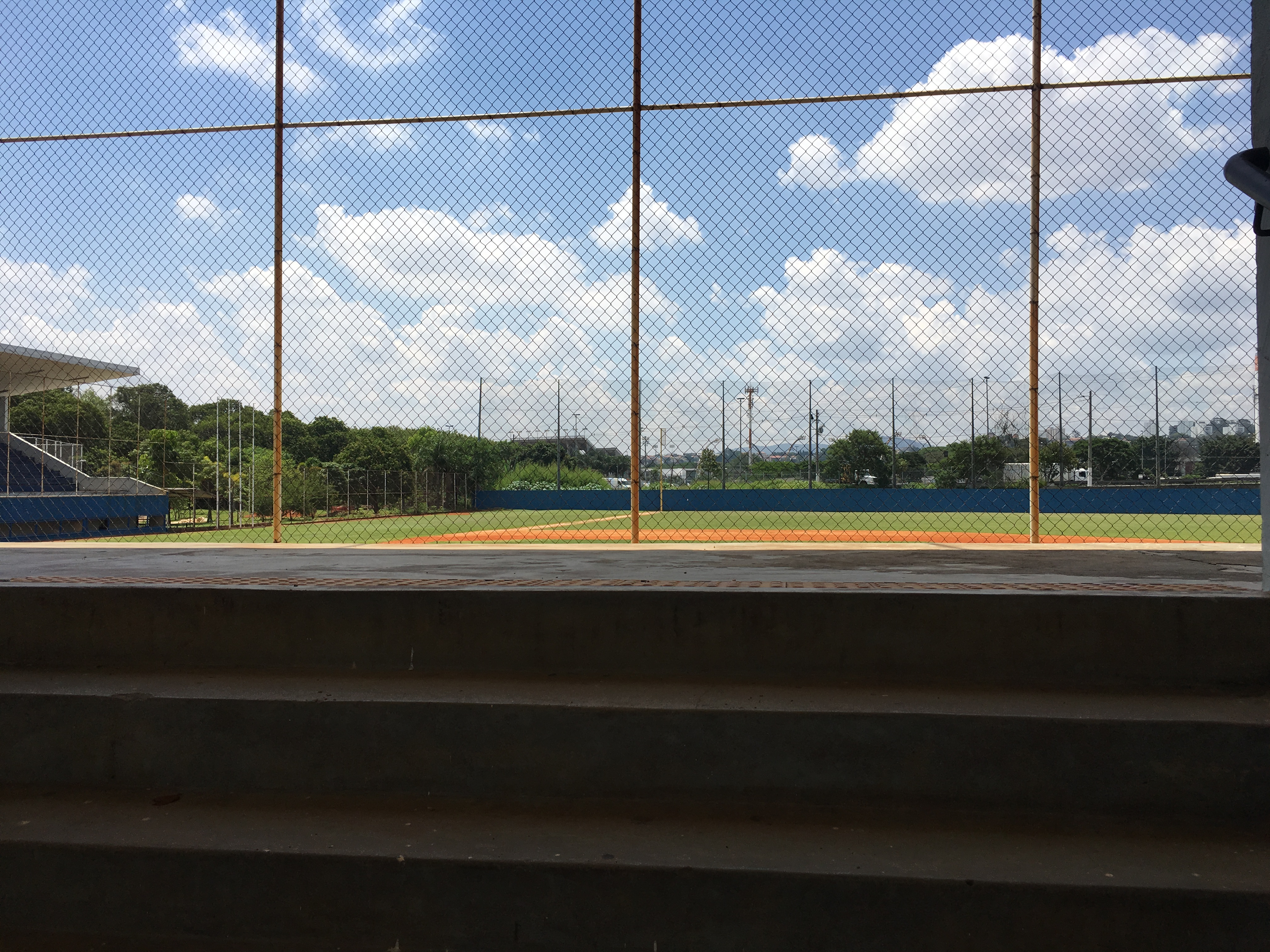
Visão lateral do estádio